# Заальбах (Рейн)
Заальбах (нім. Saalbach) — права притока Рейну завдовжки 51 км (включно з річкою Вайсах), що протікає через німецьку землю Баден-Вюртемберг.
Витік річки знаходиться в Крайхгау поблизу міста Бреттен, утворюється злиттям річок Вайсах і Зальцах. Тече через Гондельсгайм на північний захід, а потім через Брухзаль і Карлсдорф. Потім повертає на північ, через Філіппсбург, перед впаданням у Рейн.